# Broken Barricades
Broken Barricades es el quinto álbum de estudio de la banda británica de rock progresivo Procol Harum, publicado en 1971. Fue el último trabajo del guitarrista Robin Trower con la banda, antes de iniciar una carrera en solitario.
El álbum contiene un tributo a Jimi Hendrix ("Song for a Dreamer"), escrito por Robin Trower y Keith Reid. Trower y Reid se sorprendieron al enterarse de la noticia de la muerte de Hendrix con tan solo 27 años y decidieron componer una canción en su honor.

## Lista de canciones
Todas las canciones fueron escritas por Gary Brooker y Keith Reid, excepto donde se indique lo contrario.

| Lado A |                                       |               |          |  |
| N.º    | Título                                | Voz principal | Duración |  |
| 1.     | «Simple Sister»                       | Gary Brooker  | 5:48     |  |
| 2.     | «Broken Barricades»                   | Brooker       | 3:09     |  |
| 3.     | «Memorial Drive» (Robin Trower, Reid) | Brooker       | 3:43     |  |
| 4.     | «Luskus Delph»                        | Brooker       | 3:43     |  |

| Lado B |                                     |               |          |  |
| N.º    | Título                              | Voz principal | Duración |  |
| 1.     | «Power Failure»                     | Brooker       | 4:29     |  |
| 2.     | «Song for a Dreamer» (Trower, Reid) | Robin Trower  | 5:35     |  |
| 3.     | «Playmate of the Mouth»             | Brooker       | 5:02     |  |
| 4.     | «Poor Mohammed» (Trower, Reid)      | Trower        | 3:06     |  |

## Créditos
- Gary Brooker – voz, piano
- Robin Trower – guitarra, teclados
- Chris Copping – órgano, bajo
- B.J. Wilson – batería
- Keith Reid – letras